# Yding Skovhøj
Der Yding Skovhøj ist offiziell die höchste Erhebung Dänemarks, südwestlich von Skanderborg und südlich von Mossø.
Die Höhe von 172,35 Meter erreicht sie jedoch nur aufgrund eines Grabhügels aus der Bronzezeit auf der Kuppe. Die natürliche Höhe ohne diesen Grabhügel beträgt 170,77 Meter. Ohne Berücksichtigung des Grabhügels ist sie die zweithöchste natürliche Erhebung Dänemarks nach dem Møllehøj, der mit 170,86 Meter neun Zentimeter höher ist.
Der Hügel liegt im namensgebenden Yding-Wald im südlichen Bereich der Horsens Kommune, bzw. bis zur Gemeindereform von 2007 in der Gedved Kommune. Der höchste Punkt ist der mittlere von drei Grabhügeln. Ein weiterer Grabhügel östlich misst 171,73 m und einer westlich 171,41 m Höhe, beide noch höher als der Møllehøj, die höchste natürliche Erhebung Dänemarks.